# Ambassade van Oekraïne in Cyprus
De ambassade van Oekraïne in Cyprus is de vertegenwoordiging van Oekraïne in de Cypriotische hoofdstad Nicosia.
Hoewel Cyprus Oekraïne al op 27 december 1991 erkende als onafhankelijke staat, opende de ambassade pas in juni 2003. Op 19 februari 1992 waren de diplomatieke banden al aanwezig.

## Ambassadeurs
- Dmytro Yukhymovich Markov, 1999-2002 (parttime)[2]
- Humeniuk Borys Ivanovych, 2003-2007
- Oleksandr Pavlovych Demyanyuk, 2007-2012
- Humeniuk Borys Ivanovych, 2012-2019[3]
- Ruslan Mykhailovych Nimchynsky, 2020-